# Rio de San Luca

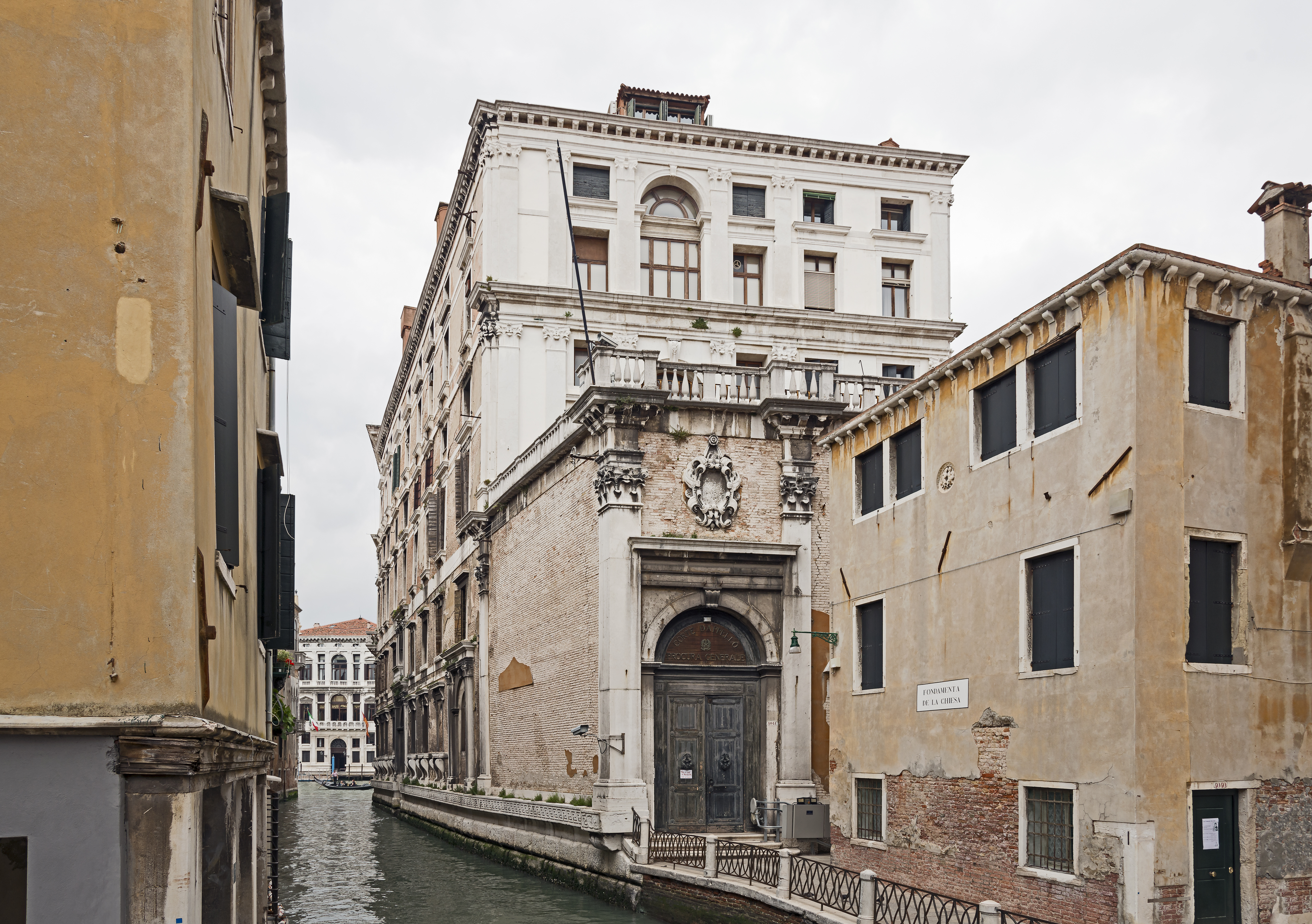
Palazzo Grimani Rio de san Luca

Rio de San Luca (canalul Sfântului Luca) este un canal din Veneția în sestiere San Marco. 

## Origine
Numele canalului provine de la Biserica Sfântul Evanghelist Luca, aflată în apropiere.

## Descriere
Rio de San Luca are o lungime de 197 de metri și se întinde între fostele contrade San Luca și San Benedetto. El prelungește la nord rio dei Barcaroli. Pe drum, el se intersectează cu rio della Verona având la colț Palatul Moro Marcello și vizavi Palatul Contarini del Bovolo.
Mai departe, el curge pe sub ponte de la Cortesia. În callea cu același nume se afla hanul Cortesia, care, în 1805 purta nr. 3097. În 1785, el a fost citat de Minerva Veneta ca unul dintre cele mai bune hanuri din Veneția. Acest pod leagă callea cu același nume de Campo Manin, unde se află Cassa di Risparmio di Venezia. În zona Campo Manin este Palatul Pisani Revedin.
Apoi, canalul trece pe sub ponte San Paternian, conectând callea cu același nume de același Campo Manin. Biserica San Paternian a fost construită de familia Andrearda în secolul al IX-lea și reconstruită după incendii în 976, 1105, 1168, precum și în 1437. Ea a fost închisă în 1810.
Mai la nord, canalul trece pe sub Ponte del Teatro la San Luca. Teatrul Rossini a fost construit aici pe locul casei lui Marco Polo. În cele din urmă, canalul curge de-a lungul palatului Contarini pe flancul său vestic înainte de a se vărsa în Canal Grande între Palatul Corner Contarini dei Cavalli (la vest) și Palatul Grimani di San Luca.

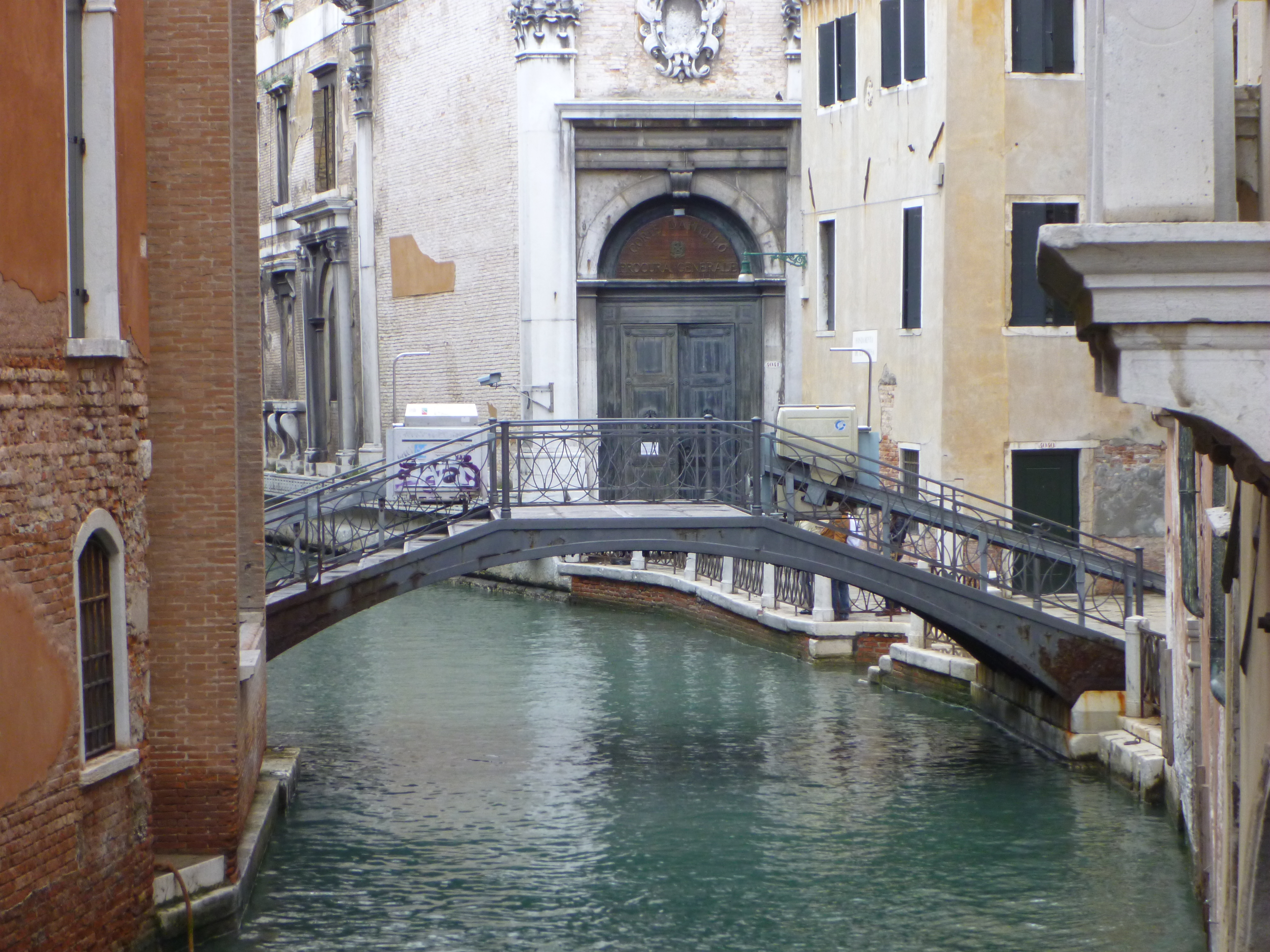
Ponte del Teatro
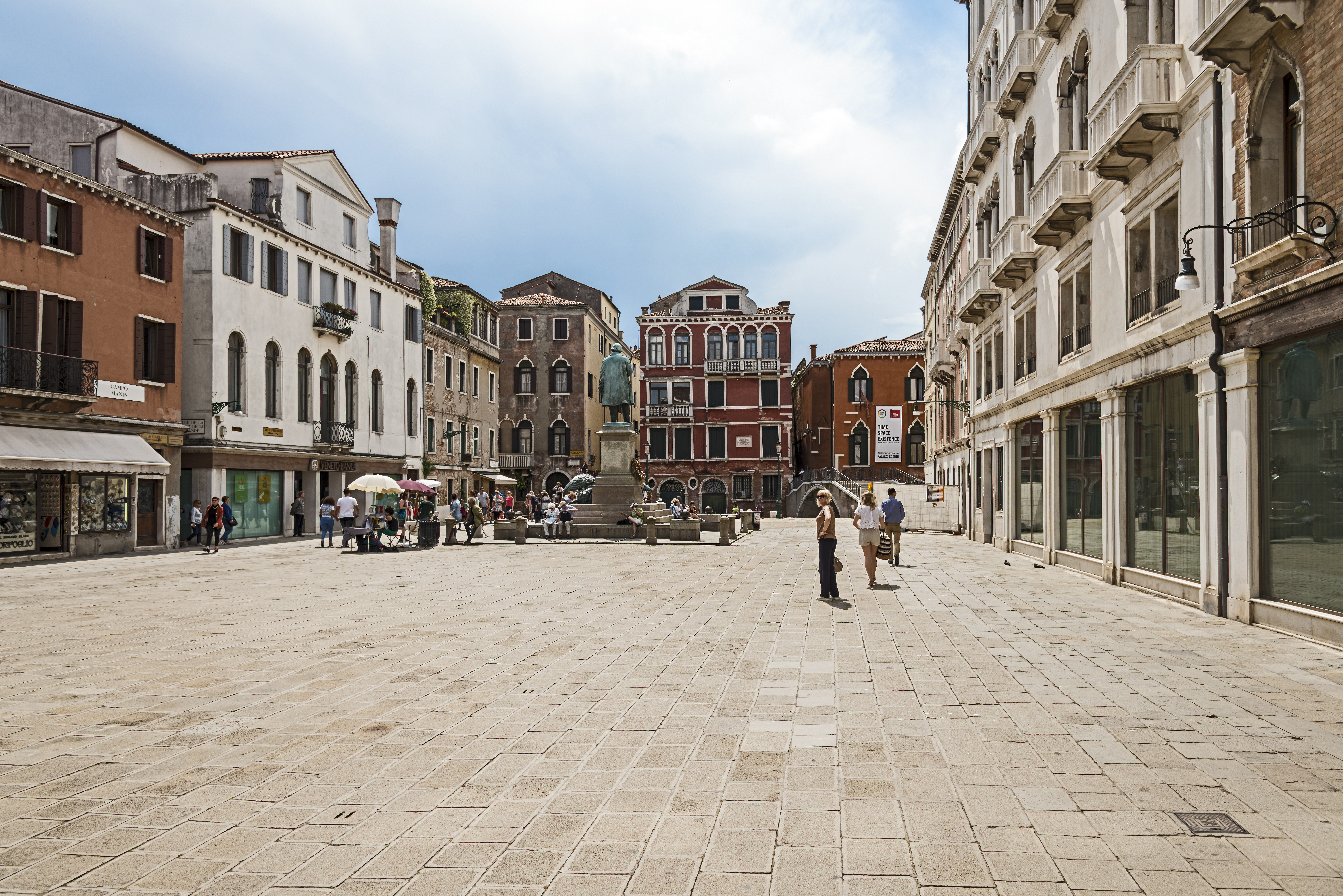
Campo Manin
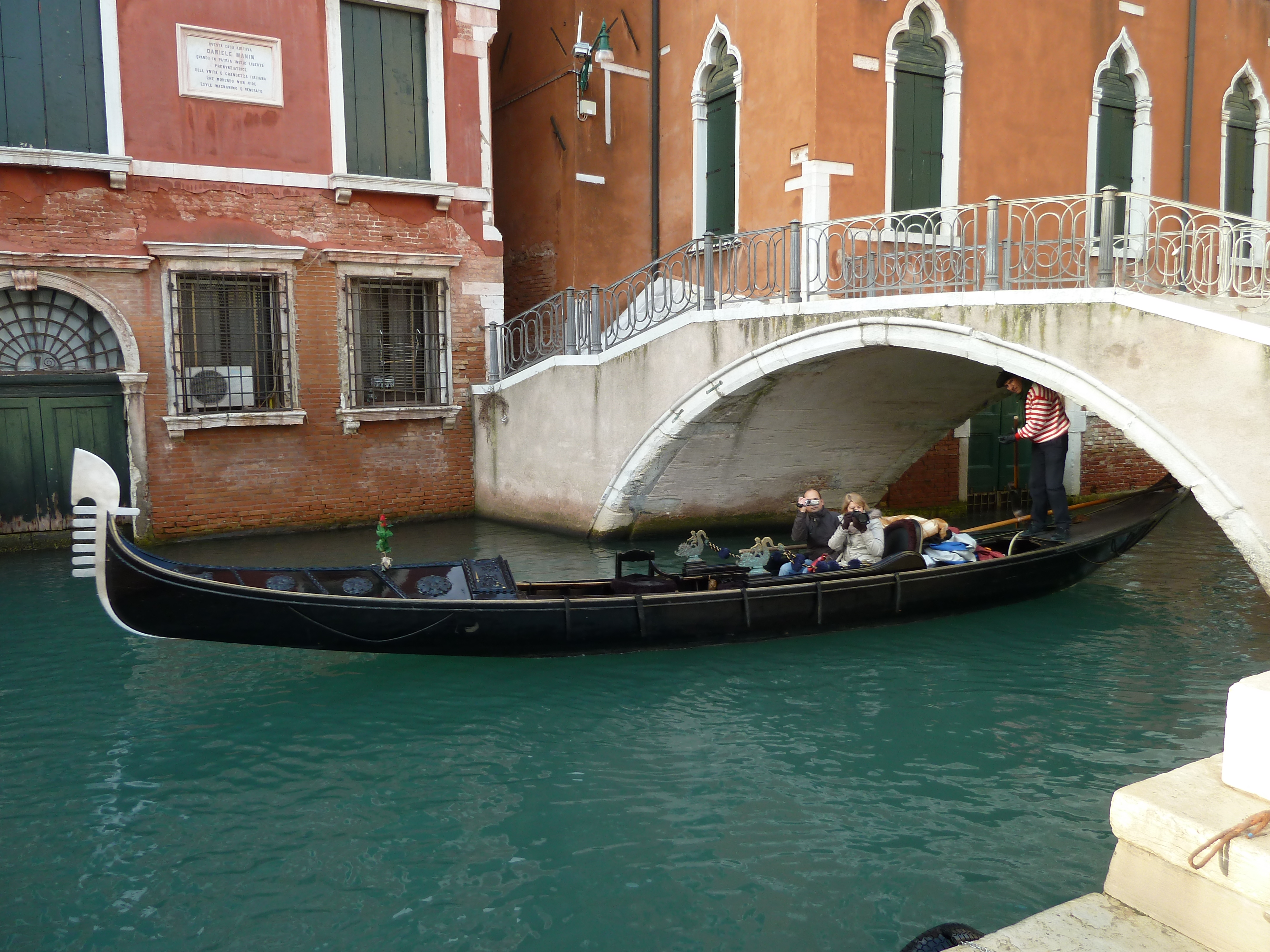
Ponte San Paternian
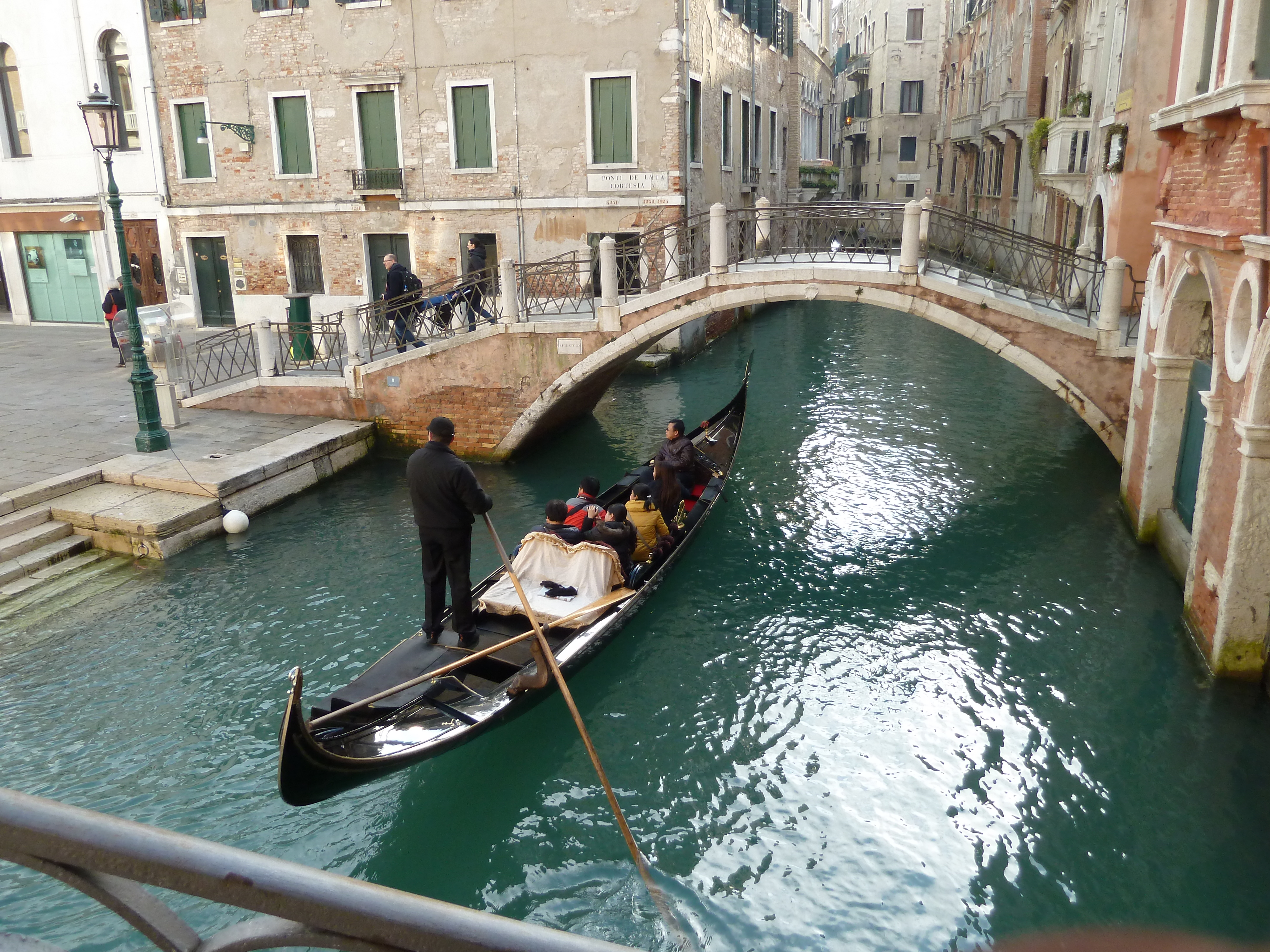
Ponte de la Cortesia
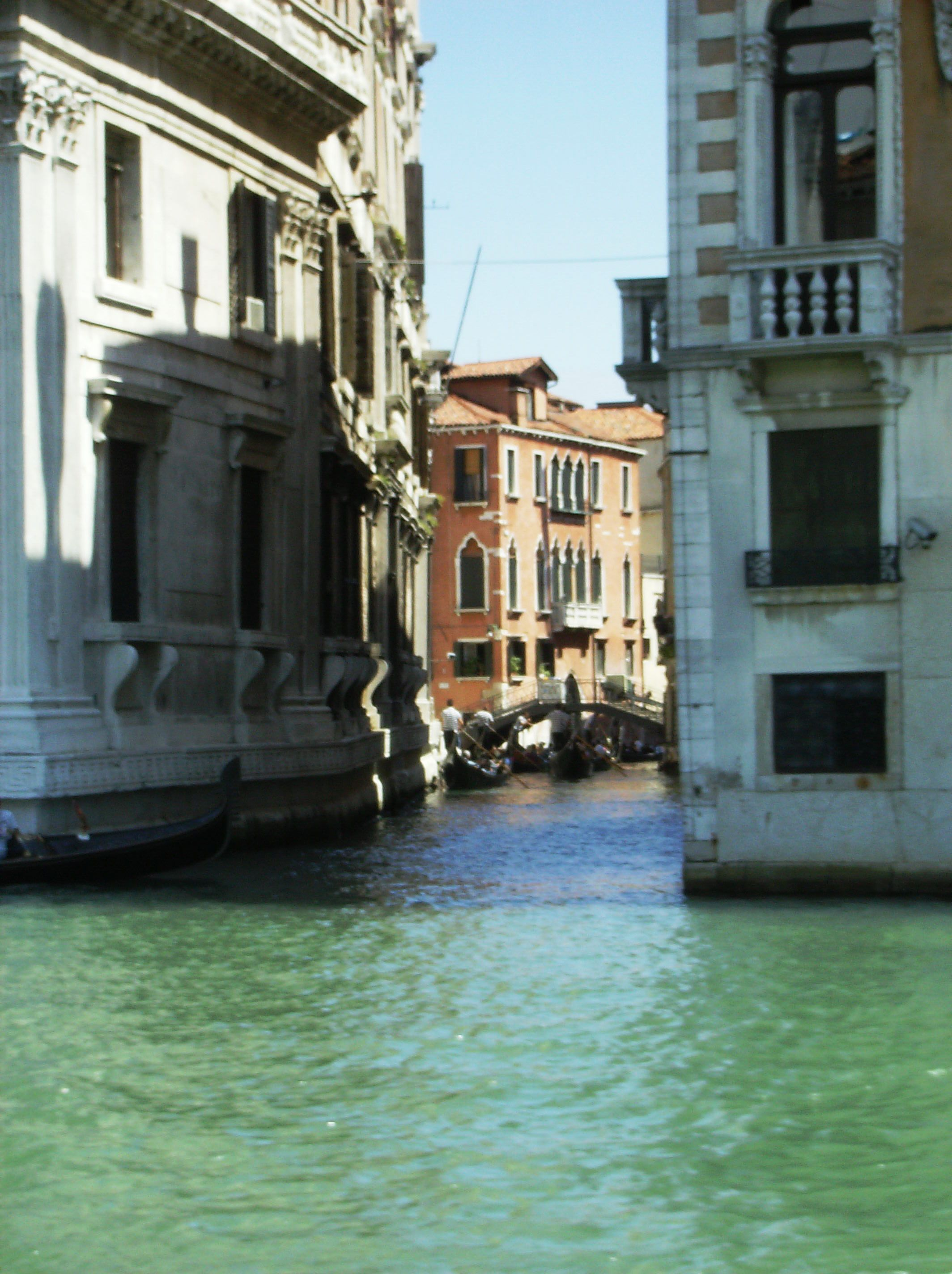
Vărsarea în Canal Grande